# Kinaros
Kinaros (griechisch Κίναρος (f. sg.)) ist eine griechische Insel der Gemeinde Leros in der Region Südliche Ägäis.

## Lage
Kinaros gehört zu einer Gruppe sechs kleiner Inseln und einiger Felseninseln, die zwischen den Dodekanesinseln Leros und Kalymnos im Osten und der Kykladeninsel Amorgos im Westen liegen. Südlich liegt Astypalea. Neben Kinaros mit 4,577 km² besteht diese Inselgruppe aus Plaka im Westen, Glaros, den beiden Mavra-Inseln und Levitha im Osten.
Auf der Südseite der Insel befinden sich einige tiefe, fjordartige Buchten, die als natürliche Ankerplätze Schutz vor nördlichen Winden bieten. Die Westseite hat steile, unzugängliche Ufer. Die typischen Pflanzen der Macchia und Phrygana bestimmen das Landschaftsbild.

## Geschichte
Bedingt durch die geographische Lage war Kinaros schon in der Antike ein wichtiger Ankerplatz für Schiffsreisen zwischen Kykladen und Dodekanes. Es wird davon ausgegangen, dass sich auf der Insel eine kleine Siedlung befand. Gebäudereste konnten archäologisch nachgewiesen werden.

## Kinaros heute
Nachdem die isoliert gelegene Insel 1960 von ihren Bewohnern verlassen wurde, war sie immer wieder kurzzeitig von Fischern bewohnt. Im Jahr 2000 siedelte sich ein älteres Paar wieder auf der Insel an. Die Bewohner betrieben zur Eigenversorgung etwas Landwirtschaft und hielten einige Ziegen. Zur Stromversorgung wurde eine Photovoltaikanlage installiert. Da es auf der Insel weder Festnetz- noch Mobiltelefonempfang gibt, wurden Bemühungen unternommen, einen Internetzugang über Satelliten einzurichten. 2013 starb der Mann, die Frau lebt als einzige Einwohnerin weiter auf der Insel. Allerdings wurde das Paar beim Zensus 2011 nicht dort registriert.
| Jahr      | 1947 | 1951 | 1961 | 1971 | 1981 | 1991 | 2001 | 2011 |
| --------- | ---- | ---- | ---- | ---- | ---- | ---- | ---- | ---- |
| Einwohner | 15   | 12   | –    | 3    | 4    | 2    | 2    | 0    |

Kinaros ist von Amorgos oder Kalymnos mit Schnellbooten zu erreichen. In den Sommermonaten werden von Leros und von Egiali auf Amorgos Tagesausflüge angeboten. Die einzige Bewohnerin der Insel wird – außer ihrer Selbstversorgung – mit einem Fischerboot von Amorgos aus versorgt.

## Naturschutz
Kinaros ist Teil des Natura-2000-Gebiets GR 4220012 Nordamorgos, Kinaros, Levitha, Mavria und Glaros (Βόρεια Αμοργός και Κύναρο, Λέβιθα, Μαυριά και Γλάρος), da es Vorkommen von Mönchsrobben, Kaspischen Bachschildkröten und Vierstreifennattern gibt und zugleich als Important Bird Area GR 163 Kinaros and Levitha Islands and rocky Islets (Κίναρος, Λέβιθα και βραχονησίδες) eingestuft, da die Inseln von Eleonorenfalken und Korallenmöwen als Nistplätze aufgesucht werden.